# Örnabjärs naturreservat
Örnabjärs naturreservat är ett naturreservat i Hässleholms kommun i Skåne län.
Området är naturskyddat sedan 2022 och är 13 hektar stort. Det ligger mellan Hässleholm och Höör och består av gammal ädellövskog och buskrik betesmark.